# Nurag

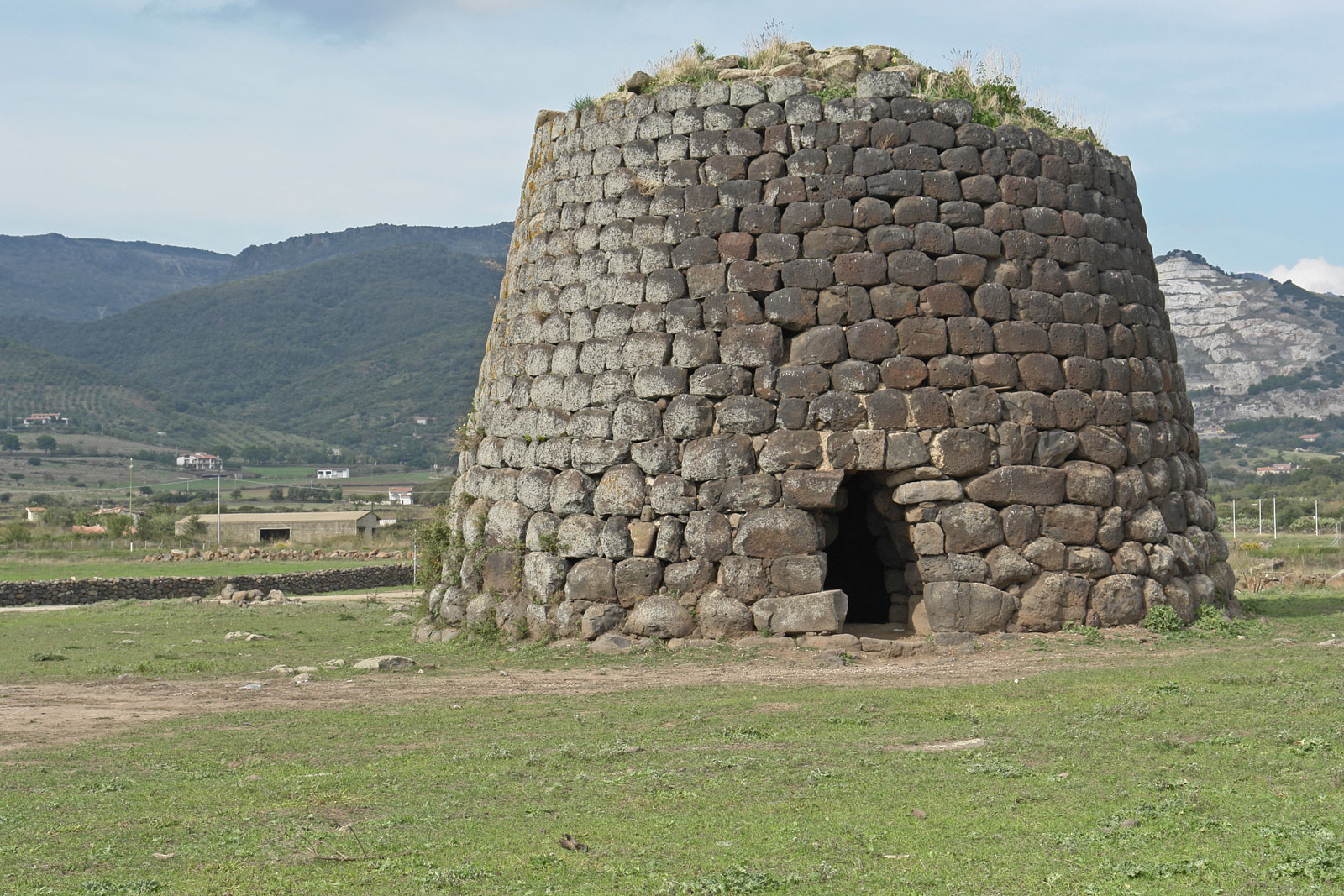
Nurag

Nurag – stożkowata wieża wzniesiona nad kamiennym ołtarzem budowane na Sardynii przez Nuragijczyków. Najstarsze datowane są na XV wiek p.n.e. Najwyższe z odkrytych wież osiągały nawet 20 metrów wysokości.
Wieża zbudowana jest z kamieni ułożonych bez użycia zaprawy. Na zewnętrznej powierzchni znajduje się wiele wypustek i małych okien. Nuragi były budowane na wzniesieniach, często powstawały przy nich wioski, które korzystały z nuragów jako fortyfikacji obronnych.
Jedna z najlepiej zachowanych nuragów – Su Nuraxi – znajduje się w pobliżu miejscowości Barumini. Zachowany kompleks został wpisany w 1997 roku na listę światowego dziedzictwa UNESCO. Jest to również największy kompleks odkryty na Sardynii, wyróżniający trzy etapy budowy przebiegającej przez stulecia. Oprócz pojedynczej wieży głównej, dobudowano cztery kolejne wieże, oraz mur obronny o szerokości 3 metrów. Na dziedzińcu centralnym miejscem jest studnia, a wejście do całego kompleksu, znajduje się 7 metrów nad ziemią. Całość otaczają pozostałości antycznej wioski. Swoim kształtem Su Nuraxi przywodzi na myśl późniejsze średniowieczne zamki.
Przedrostek „nur” nie występuje w językach włoskim, sardyńskim ani w łacinie, dlatego trudno ustalić jego pochodzenie; prawdopodobnie oznacza nazwę własną lub stożkowaty obiekt pusty w środku.